# Andreas Möller
Andreas Möller (Francoforte sul Meno, 2 settembre 1967) è un dirigente sportivo, allenatore di calcio ed ex calciatore tedesco, di ruolo centrocampista.

## Caratteristiche tecniche

### Giocatore
Centrocampista offensivo, era utilizzato anche nel ruolo di ala o seconda punta.

## Carriera

### Giocatore

Möller (a destra) in gol per il Borussia Dortmund, contro la sua ex squadra juventina, nelle semifinali di Coppa UEFA 1994-1995

Cresciuto calcisticamente nell'Eintracht Francoforte, la squadra della sua città, nel 1988 si trasferisce per due stagioni al Borussia Dortmund conquistando il suo primo trofeo, la Coppa di Germania. Nel 1990 ritorna una prima volta a Francoforte, militando tra le file dell'Eintracht fino al 1992.
In Italia veste per due anni la maglia della Juventus che lo acquista per 3,5 miliardi di lire, con cui solleva nella stagione 1992-1993 la Coppa UEFA, segnando anche la terza e ultima rete nella vittoriosa finale di ritorno giocata contro i suoi ex compagni di Dortmund. L'esperienza bianconera termina nel 1994, dopo due stagioni e 30 gol tra campionato e coppe.
Tornato in patria, proprio nelle file del Borussia, qui vince per due volte la Bundesliga e, nel 1997, dapprima la UEFA Champions League, battendo nella finale di Monaco di Baviera proprio la sua ex squadra juventina, campione uscente, e poi la Coppa Intercontinentale, venendo eletto in quest'ultima manifestazione miglior giocatore della finale. Tra il 2000 e il 2003 milita poi nello Schalke 04, sollevando due Coppe di Germania e sfiorando il titolo nazionale nel 2000-2001, quando la squadra di Gelsenkirchen viene beffata dal pareggio ottenuto al 94' dell'ultima giornata dai rivali del Bayern Monaco contro l'Amburgo.
Chiude la carriera di calciatore nel 2004, con un'ultima stagione ancora a Francoforte sul Meno. In nazionale, dal 1988 al 1999, totalizza 85 presenze e 29 reti, diventando campione del mondo nel 1990 e d'Europa nel 1996.

### Allenatore e dirigente
Dal 1º luglio 2007 è stato allenatore del Viktoria Aschaffenburg, ruolo mantenuto fino al 30 giugno 2008. Dal 1º luglio dello stesso anno è stato poi direttore sportivo del Kickers Offenbach, carica che ha mantenuto fino al 30 aprile 2011.
Il 20 ottobre 2015 è entrato a far parte dello staff tecnico della nazionale ungherese, coadiuvando il primo allenatore Bernd Storck, suo compagno di squadra ai tempi del Borussia Dortmund; il 17 ottobre 2017, insieme a tutto lo staff di Storck, viene esonerato dalla federazione magiara.
Il 5 ottobre 2019 viene nominato responsabile del settore giovanile del Eintracht Francoforte.

## Statistiche

### Cronologia presenze e reti in nazionale
| Cronologia completa delle presenze e delle reti in nazionale ― Germania | Cronologia completa delle presenze e delle reti in nazionale ― Germania | Cronologia completa delle presenze e delle reti in nazionale ― Germania | Cronologia completa delle presenze e delle reti in nazionale ― Germania | Cronologia completa delle presenze e delle reti in nazionale ― Germania | Cronologia completa delle presenze e delle reti in nazionale ― Germania | Cronologia completa delle presenze e delle reti in nazionale ― Germania | Cronologia completa delle presenze e delle reti in nazionale ― Germania |
| Data                                                                    | Città                                                                   | In casa                                                                 | Risultato                                                               | Ospiti                                                                  | Competizione                                                            | Reti                                                                    | Note                                                                    |
| ----------------------------------------------------------------------- | ----------------------------------------------------------------------- | ----------------------------------------------------------------------- | ----------------------------------------------------------------------- | ----------------------------------------------------------------------- | ----------------------------------------------------------------------- | ----------------------------------------------------------------------- | ----------------------------------------------------------------------- |
| 21-9-1988                                                               | Düsseldorf                                                              | Germania Ovest                                                          | 1 – 0                                                                   | Unione Sovietica                                                        | Amichevole                                                              | -                                                                       |                                                                         |
| 22-3-1989                                                               | Sofia                                                                   | Bulgaria                                                                | 1 – 2                                                                   | Germania Ovest                                                          | Amichevole                                                              | -                                                                       |                                                                         |
| 26-4-1989                                                               | Rotterdam                                                               | Paesi Bassi                                                             | 1 – 1                                                                   | Germania Ovest                                                          | Qual. Mondiali 1990                                                     | -                                                                       |                                                                         |
| 31-5-1989                                                               | Cardiff                                                                 | Galles                                                                  | 0 – 0                                                                   | Germania Ovest                                                          | Qual. Mondiali 1990                                                     | -                                                                       |                                                                         |
| 6-9-1989                                                                | Dublino                                                                 | Irlanda                                                                 | 1 – 1                                                                   | Germania Ovest                                                          | Amichevole                                                              | -                                                                       |                                                                         |
| 4-10-1989                                                               | Dortmund                                                                | Germania Ovest                                                          | 6 – 1                                                                   | Finlandia                                                               | Qual. Mondiali 1990                                                     | 2                                                                       |                                                                         |
| 15-11-1989                                                              | Colonia                                                                 | Germania Ovest                                                          | 2 – 1                                                                   | Galles                                                                  | Qual. Mondiali 1990                                                     | -                                                                       |                                                                         |
| 28-2-1990                                                               | Montpellier                                                             | Francia                                                                 | 2 – 1                                                                   | Germania Ovest                                                          | Amichevole                                                              | 1                                                                       |                                                                         |
| 26-5-1990                                                               | Düsseldorf                                                              | Germania Ovest                                                          | 1 – 0                                                                   | Cecoslovacchia                                                          | Amichevole                                                              | -                                                                       |                                                                         |
| 30-5-1990                                                               | Gelsenkirchen                                                           | Germania Ovest                                                          | 1 – 0                                                                   | Danimarca                                                               | Amichevole                                                              | -                                                                       |                                                                         |
| 10-6-1990                                                               | Milano                                                                  | Germania Ovest                                                          | 4 – 1                                                                   | Jugoslavia                                                              | Mondiali 1990 - 1º turno                                                | -                                                                       |                                                                         |
| 1-7-1990                                                                | Milano                                                                  | Cecoslovacchia                                                          | 0 – 1                                                                   | Germania Ovest                                                          | Mondiali 1990 - Quarti di finale                                        | -                                                                       |                                                                         |
| 29-8-1990                                                               | Lisbona                                                                 | Portogallo                                                              | 1 – 1                                                                   | Germania Ovest                                                          | Amichevole                                                              | -                                                                       |                                                                         |
| 10-10-1990                                                              | Solna                                                                   | Svezia                                                                  | 1 – 3                                                                   | Germania                                                                | Amichevole                                                              | -                                                                       |                                                                         |
| 27-3-1991                                                               | Francoforte sul Meno                                                    | Germania                                                                | 2 – 1                                                                   | Unione Sovietica                                                        | Amichevole                                                              | -                                                                       |                                                                         |
| 11-9-1991                                                               | Londra                                                                  | Inghilterra                                                             | 0 – 1                                                                   | Germania                                                                | Amichevole                                                              | -                                                                       |                                                                         |
| 16-10-1991                                                              | Norimberga                                                              | Germania                                                                | 4 – 1                                                                   | Galles                                                                  | Qual. Euro 1992                                                         | 1                                                                       |                                                                         |
| 20-11-1991                                                              | Anderlecht                                                              | Belgio                                                                  | 0 – 1                                                                   | Germania                                                                | Qual. Euro 1992                                                         | -                                                                       |                                                                         |
| 18-12-1991                                                              | Leverkusen                                                              | Germania                                                                | 4 – 0                                                                   | Lussemburgo                                                             | Qual. Euro 1992                                                         | -                                                                       |                                                                         |
| 22-4-1992                                                               | Praga                                                                   | Cecoslovacchia                                                          | 1 – 1                                                                   | Germania                                                                | Amichevole                                                              | -                                                                       |                                                                         |
| 30-5-1992                                                               | Gelsenkirchen                                                           | Germania                                                                | 1 – 0                                                                   | Turchia                                                                 | Amichevole                                                              | -                                                                       |                                                                         |
| 12-6-1992                                                               | Norrköping                                                              | Germania                                                                | 1 – 1                                                                   | Russia                                                                  | Euro 1992 - 1º turno                                                    | -                                                                       |                                                                         |
| 15-6-1992                                                               | Norrköping                                                              | Scozia                                                                  | 0 – 2                                                                   | Germania                                                                | Euro 1992 - 1º turno                                                    | -                                                                       |                                                                         |
| 18-6-1992                                                               | Göteborg                                                                | Germania                                                                | 1 – 3                                                                   | Paesi Bassi                                                             | Euro 1992 - 1º turno                                                    | -                                                                       |                                                                         |
| 18-11-1992                                                              | Norimberga                                                              | Germania                                                                | 0 – 0                                                                   | Austria                                                                 | Amichevole                                                              | -                                                                       |                                                                         |
| 20-12-1992                                                              | Montevideo                                                              | Uruguay                                                                 | 1 – 4                                                                   | Germania                                                                | Amichevole                                                              | 1                                                                       |                                                                         |
| 14-4-1993                                                               | Bochum                                                                  | Germania                                                                | 6 – 1                                                                   | Ghana                                                                   | Amichevole                                                              | 1                                                                       |                                                                         |
| 10-6-1993                                                               | Washington                                                              | Brasile                                                                 | 3 – 3                                                                   | Germania                                                                | U.S. Cup 1993                                                           | 1                                                                       |                                                                         |
| 13-6-1993                                                               | Chicago                                                                 | Stati Uniti                                                             | 3 – 4                                                                   | Germania                                                                | U.S. Cup 1993                                                           | -                                                                       |                                                                         |
| 19-6-1993                                                               | Pontiac                                                                 | Germania                                                                | 2 – 1                                                                   | Inghilterra                                                             | U.S. Cup 1993                                                           | -                                                                       |                                                                         |
| 22-9-1993                                                               | Tunisi                                                                  | Tunisia                                                                 | 1 – 1                                                                   | Germania                                                                | Amichevole                                                              | 1                                                                       |                                                                         |
| 13-10-1993                                                              | Karlsruhe                                                               | Germania                                                                | 5 – 0                                                                   | Uruguay                                                                 | Amichevole                                                              | 1                                                                       |                                                                         |
| 17-11-1993                                                              | Colonia                                                                 | Germania                                                                | 2 – 1                                                                   | Brasile                                                                 | Amichevole                                                              | 1                                                                       |                                                                         |
| 15-12-1993                                                              | Mendoza                                                                 | Argentina                                                               | 2 – 1                                                                   | Germania                                                                | Amichevole                                                              | 1                                                                       |                                                                         |
| 18-12-1993                                                              | Palo Alto                                                               | Stati Uniti                                                             | 0 – 3                                                                   | Germania                                                                | Amichevole                                                              | 1                                                                       |                                                                         |
| 22-12-1993                                                              | Città del Messico                                                       | Messico                                                                 | 0 – 0                                                                   | Germania                                                                | Amichevole                                                              | -                                                                       |                                                                         |
| 23-3-1994                                                               | Stoccarda                                                               | Germania                                                                | 2 – 1                                                                   | Italia                                                                  | Amichevole                                                              | -                                                                       |                                                                         |
| 27-4-1994                                                               | Abu Dhabi                                                               | Emirati Arabi Uniti                                                     | 0 – 2                                                                   | Germania                                                                | Amichevole                                                              | -                                                                       |                                                                         |
| 29-5-1994                                                               | Hannover                                                                | Germania                                                                | 0 – 2                                                                   | Irlanda                                                                 | Amichevole                                                              | -                                                                       |                                                                         |
| 2-6-1994                                                                | Vienna                                                                  | Austria                                                                 | 1 – 5                                                                   | Germania                                                                | Amichevole                                                              | 2                                                                       |                                                                         |
| 17-6-1994                                                               | Chicago                                                                 | Germania                                                                | 1 – 0                                                                   | Bolivia                                                                 | Mondiali 1994 - 1º turno                                                | -                                                                       |                                                                         |
| 21-6-1994                                                               | Chicago                                                                 | Spagna                                                                  | 1 – 1                                                                   | Germania                                                                | Mondiali 1994 - 1º turno                                                | -                                                                       |                                                                         |
| 27-6-1994                                                               | Dallas                                                                  | Corea del Sud                                                           | 2 – 3                                                                   | Germania                                                                | Mondiali 1994 - 1º turno                                                | -                                                                       |                                                                         |
| 10-7-1994                                                               | East Rutherford                                                         | Germania                                                                | 1 – 2                                                                   | Bulgaria                                                                | Mondiali 1994 - Quarti di finale                                        | -                                                                       |                                                                         |
| 7-9-1994                                                                | Mosca                                                                   | Russia                                                                  | 0 – 1                                                                   | Germania                                                                | Amichevole                                                              | -                                                                       |                                                                         |
| 16-11-1994                                                              | Tirana                                                                  | Albania                                                                 | 1 – 2                                                                   | Germania                                                                | Qual. Euro 1996                                                         | -                                                                       |                                                                         |
| 14-12-1994                                                              | Chișinău                                                                | Moldavia                                                                | 0 – 3                                                                   | Germania                                                                | Qual. Euro 1996                                                         | -                                                                       |                                                                         |
| 18-12-1994                                                              | Kaiserslautern                                                          | Germania                                                                | 2 – 1                                                                   | Albania                                                                 | Qual. Euro 1996                                                         | -                                                                       |                                                                         |
| 22-2-1995                                                               | Jerez de la Frontera                                                    | Spagna                                                                  | 0 – 0                                                                   | Germania                                                                | Amichevole                                                              | -                                                                       |                                                                         |
| 29-3-1995                                                               | Tbilisi                                                                 | Georgia                                                                 | 0 – 2                                                                   | Germania                                                                | Qual. Euro 1996                                                         | -                                                                       |                                                                         |
| 7-6-1995                                                                | Sofia                                                                   | Bulgaria                                                                | 3 – 2                                                                   | Germania                                                                | Qual. Euro 1996                                                         | -                                                                       |                                                                         |
| 23-6-1995                                                               | Zurigo                                                                  | Svizzera                                                                | 1 – 2                                                                   | Germania                                                                | Torneo del Centenario della Federazione Svizzera                        | 1                                                                       |                                                                         |
| 23-8-1995                                                               | Bruxelles                                                               | Belgio                                                                  | 1 – 2                                                                   | Germania                                                                | Amichevole                                                              | 1                                                                       |                                                                         |
| 6-9-1995                                                                | Norimberga                                                              | Germania                                                                | 4 – 1                                                                   | Georgia                                                                 | Qual. Euro 1996                                                         | 1                                                                       |                                                                         |
| 8-10-1995                                                               | Leverkusen                                                              | Germania                                                                | 6 – 1                                                                   | Moldavia                                                                | Qual. Euro 1996                                                         | 2                                                                       |                                                                         |
| 11-10-1995                                                              | Cardiff                                                                 | Galles                                                                  | 1 – 2                                                                   | Germania                                                                | Qual. Euro 1996                                                         | -                                                                       |                                                                         |
| 15-12-1995                                                              | Johannesburg                                                            | Sudafrica                                                               | 0 – 0                                                                   | Germania                                                                | Amichevole                                                              | -                                                                       |                                                                         |
| 21-2-1996                                                               | Porto                                                                   | Portogallo                                                              | 1 – 2                                                                   | Germania                                                                | Amichevole                                                              | 2                                                                       |                                                                         |
| 29-5-1996                                                               | Belfast                                                                 | Irlanda del Nord                                                        | 1 – 1                                                                   | Germania                                                                | Amichevole                                                              | -                                                                       |                                                                         |
| 1-6-1996                                                                | Stoccarda                                                               | Germania                                                                | 0 – 1                                                                   | Francia                                                                 | Amichevole                                                              | -                                                                       |                                                                         |
| 4-6-1996                                                                | Mannheim                                                                | Germania                                                                | 9 – 1                                                                   | Liechtenstein                                                           | Amichevole                                                              | 2                                                                       |                                                                         |
| 9-6-1996                                                                | Manchester                                                              | Germania                                                                | 2 – 0                                                                   | Rep. Ceca                                                               | Euro 1996 - 1º turno                                                    | 1                                                                       |                                                                         |
| 16-6-1996                                                               | Manchester                                                              | Germania                                                                | 3 – 0                                                                   | Russia                                                                  | Euro 1996 - 1º turno                                                    | -                                                                       |                                                                         |
| 19-6-1996                                                               | Manchester                                                              | Italia                                                                  | 0 – 0                                                                   | Germania                                                                | Euro 1996 - 1º turno                                                    | -                                                                       |                                                                         |
| 23-6-1996                                                               | Manchester                                                              | Germania                                                                | 2 – 1                                                                   | Croazia                                                                 | Euro 1996 - Quarti di finale                                            | -                                                                       |                                                                         |
| 26-6-1996                                                               | Londra                                                                  | Inghilterra                                                             | 1 – 1 dts (5 – 6 dtr)                                                   | Germania                                                                | Euro 1996 - Semifinale                                                  | -                                                                       | cap.                                                                    |
| 4-9-1996                                                                | Zabrze                                                                  | Polonia                                                                 | 0 – 2                                                                   | Germania                                                                | Amichevole                                                              | -                                                                       |                                                                         |
| 9-11-1996                                                               | Norimberga                                                              | Germania                                                                | 1 – 1                                                                   | Irlanda del Nord                                                        | Qual. Mondiali 1998                                                     | 1                                                                       |                                                                         |
| 14-12-1996                                                              | Lisbona                                                                 | Portogallo                                                              | 0 – 0                                                                   | Germania                                                                | Qual. Mondiali 1998                                                     | -                                                                       |                                                                         |
| 26-2-1997                                                               | Ramat Gan                                                               | Israele                                                                 | 0 – 1                                                                   | Germania                                                                | Amichevole                                                              | -                                                                       |                                                                         |
| 2-4-1997                                                                | Granada                                                                 | Albania                                                                 | 2 – 3                                                                   | Germania                                                                | Qual. Mondiali 1998                                                     | -                                                                       |                                                                         |
| 20-8-1997                                                               | Belfast                                                                 | Irlanda del Nord                                                        | 1 – 3                                                                   | Germania                                                                | Qual. Mondiali 1998                                                     | -                                                                       |                                                                         |
| 11-10-1997                                                              | Hannover                                                                | Germania                                                                | 4 – 3                                                                   | Albania                                                                 | Qual. Mondiali 1998                                                     | -                                                                       |                                                                         |
| 18-2-1998                                                               | Mascate                                                                 | Oman                                                                    | 0 – 2                                                                   | Germania                                                                | Amichevole                                                              | -                                                                       |                                                                         |
| 22-2-1998                                                               | Riad                                                                    | Arabia Saudita                                                          | 0 – 3                                                                   | Germania                                                                | Amichevole                                                              | 1                                                                       |                                                                         |
| 25-3-1998                                                               | Stoccarda                                                               | Germania                                                                | 1 – 2                                                                   | Brasile                                                                 | Amichevole                                                              | -                                                                       |                                                                         |
| 22-4-1998                                                               | Colonia                                                                 | Germania                                                                | 1 – 0                                                                   | Nigeria                                                                 | Amichevole                                                              | 1                                                                       |                                                                         |
| 30-5-1998                                                               | Francoforte sul Meno                                                    | Germania                                                                | 3 – 1                                                                   | Colombia                                                                | Amichevole                                                              | 1                                                                       |                                                                         |
| 5-6-1998                                                                | Mannheim                                                                | Germania                                                                | 7 – 0                                                                   | Lussemburgo                                                             | Amichevole                                                              | -                                                                       |                                                                         |
| 15-6-1998                                                               | Parigi                                                                  | Germania                                                                | 2 – 0                                                                   | Stati Uniti                                                             | Mondiali 1998 - 1º turno                                                | 1                                                                       |                                                                         |
| 21-6-1998                                                               | Lens                                                                    | Jugoslavia                                                              | 2 – 2                                                                   | Germania                                                                | Mondiali 1998 - 1º turno                                                | -                                                                       |                                                                         |
| 29-6-1998                                                               | Montpellier                                                             | Germania                                                                | 2 – 1                                                                   | Messico                                                                 | Mondiali 1998 - Ottavi di finale                                        | -                                                                       |                                                                         |
| 18-11-1998                                                              | Gelsenkirchen                                                           | Germania                                                                | 1 – 1                                                                   | Paesi Bassi                                                             | Amichevole                                                              | -                                                                       |                                                                         |
| 6-2-1999                                                                | Jacksonville                                                            | Stati Uniti                                                             | 3 – 0                                                                   | Germania                                                                | Amichevole                                                              | -                                                                       |                                                                         |
| 9-2-1999                                                                | Orlando                                                                 | Colombia                                                                | 3 – 3                                                                   | Germania                                                                | Amichevole                                                              | -                                                                       |                                                                         |
| Totale                                                                  |                                                                         | Presenze (20º posto)                                                    | 85                                                                      |                                                                         | Reti (15º posto)                                                        | 29                                                                      |                                                                         |

## Palmarès

### Giocatore

#### Club

##### Competizioni nazionali
- Coppa di Germania: 3

Borussia Dortmund: 1988-1989
Schalke 04: 2000-2001, 2001-2002
- Supercoppa di Germania: 3

Borussia Dortmund: 1989, 1995, 1996
- Campionato tedesco: 2

Borussia Dortmund: 1994-1995, 1995-1996

##### Competizioni internazionali
- Coppa UEFA: 1

Juventus: 1992-1993
- UEFA Champions League: 1

Borussia Dortmund: 1996-1997
- Coppa Intercontinentale: 1

Borussia Dortmund: 1997

#### Nazionale
- Campionato mondiale: 1

Germania Ovest: Italia 1990
- Campionato d'Europa: 1

Germania: Inghilterra 1996

#### Individuale
- Miglior giocatore della Coppa Intercontinentale: 1

1997